# Teerfleckenkrankheit

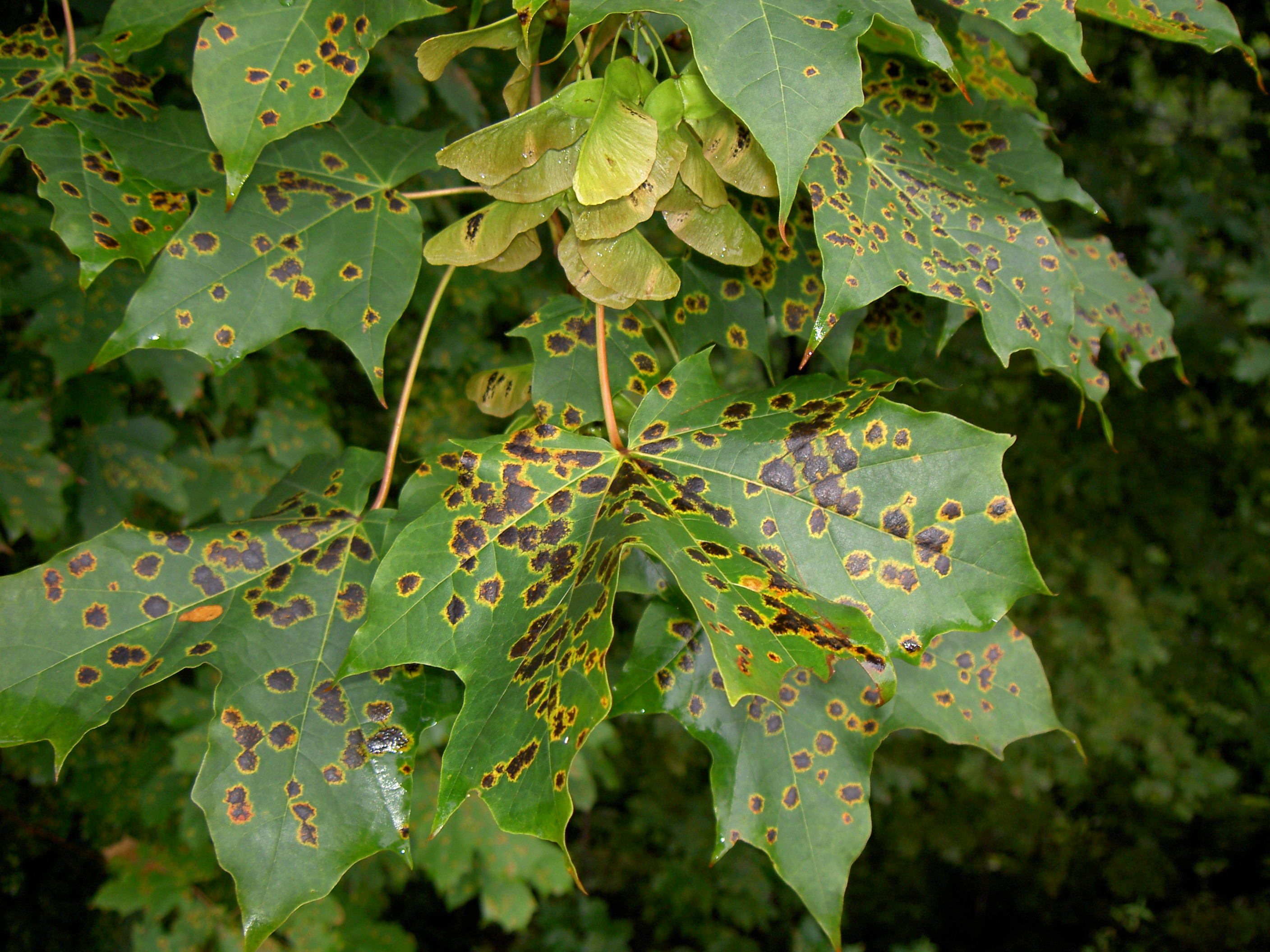
Durch Rhytisma acerinum hervorgerufene Teerfleckenkrankheit

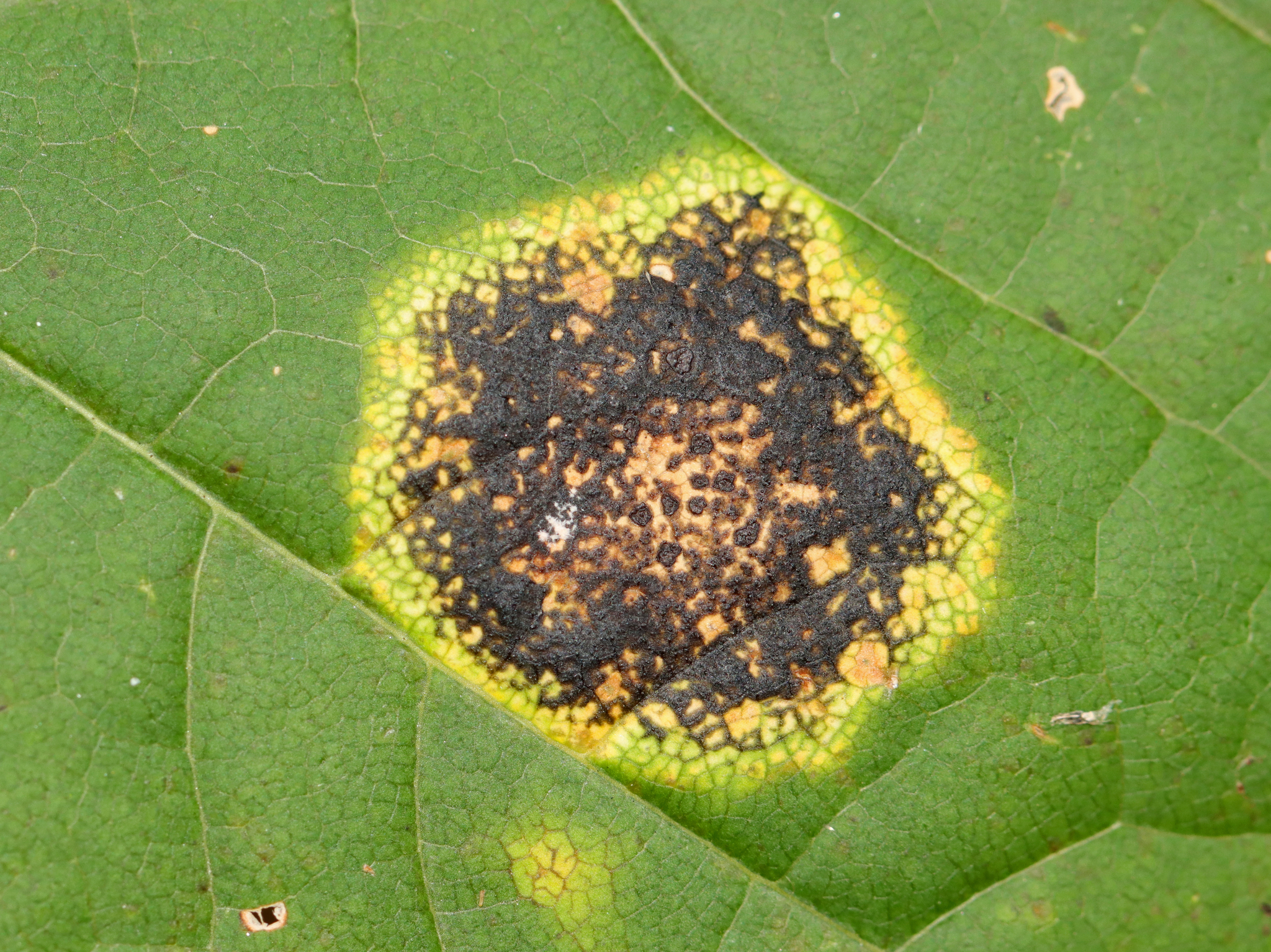
Teerfleck (Rhytisma acerinum) im Detail

Als Teerfleckenkrankheit, Schwarzfleckigkeit oder Ahornrunzelschorf wird eine Blattkrankheit an Ahornbäumen bezeichnet.
Die Krankheit wird durch lokale Pilzinfektionen in den Blättern hervorgerufen. Die Fruchtkörper des parasitierenden Pilzes reifen im Spätsommer und sind zu dieser Zeit von intensiv pigmentierten Hyphen umgeben. Hierdurch verfärben sich die infizierten Blattpartien schwarz und das namengebende Krankheitsbild wird sichtbar. Zwei zu den Ascomyceten zählende Pilze gelten als Urheber der Krankheit: Während Rhytisma punctatum eher kleine schwarze Flecken bildet und ausschließlich Bergahorn befällt, verursacht Rhytisma acerinum große schwarze Flecken von 1–2 cm Durchmesser. Letztere Art ist weitaus häufiger und befällt sowohl Berg- als auch Spitzahorn und wird gelegentlich auch an anderen Ahornarten gefunden.
Die Infektion erfolgt im Frühjahr und geht von den Apothecien auf den abgefallenen Laubblättern des Vorjahres aus. Durch Regen und Wind werden die infektiösen Sporen gelöst und gelangen auf die Unterseite der Ahornblätter. Hier keimen die Sporen. Die Hyphen dringen also über die Blattunterseite ein, während sich die „Teerflecken“ später stets auf der Blattoberseite befinden.
Die Pilze sind für den Baum ungefährlich, da sie erst kurz vor dem Laubfall auftreten.
Andere Runzelschorf-Arten parasitieren an Weiden (Weiden-Runzelschorf – Rhytisma salicinum) oder Rosmarinheide (Rosmarinheiden-Runzelschorf – Rhytisma andromedae).
Bei starkem Befall empfiehlt sich eine Entfernung des abgefallenen Laubes im Herbst, um erneutem Befall im Folgejahr vorzubeugen.
Die frühere Annahme, die Teerfleckenkrankheit wäre ein Weiser für Reinluftgebiete, lässt sich nicht belegen. Diese Korrelation lässt sich vielmehr auf die jährlich Laubentfernung in städtischen Parks etc. zurückzuführen, die den Entwicklungszyklus des Pilzes unterbricht.